# Macrodasys stenocytalis
Macrodasys stenocytalis är en djurart som tillhör fylumet bukhårsdjur, och som beskrevs av Evans 1994. Macrodasys stenocytalis ingår i släktet Macrodasys och familjen Macrodasyidae. Inga underarter finns listade i Catalogue of Life.